# Головинское шоссе
Голови́нское шоссе́ — шоссе в Москве на территории Головинского и Войковского районов Северного административного округа.
Берёт начало от Ленинградского шоссе. На шоссе расположен выход из метро «Водный стадион», оканчивается Головинское шоссе у пересечения Нарвской улицы с Выборгской и Михалковской.
Получило название от села Головино.